# Bedford (circonscription britannique)
Pour les articles homonymes, voir Bedford.
Circonscription parlementaire de la Chambre des communes
La circonscription de Bedford  est une circonscription électorale anglaise située dans le Bedfordshire et représentée à la Chambre des communes du Parlement britannique.

## Géographie
La circonscription comprend:
- Les villes de Bedford et Kempston

## Députés
Les Members of Parliament (MPs) de la circonscription sont:
La circonscription apparue en 1295 et fut représentée par deux députés jusqu'en 1885 dont: George Gascoigne (1557-1559), Oliver St John (1562-1567), John Puckering (1584-1585), Bulstrode Whitelocke (1654-1655), Samuel Whitbread (1768-1774 et 1775-1790), Samuel Whitbread (fils) (1790-1815), Harry Verney (1874-1854), James Howard (1868-1874) et Samuel Whitbread (1852-1895)
1885-1983
| Législature                                     | Années    | Député | Député                    | Parti        |
| ----------------------------------------------- | --------- | ------ | ------------------------- | ------------ |
| Bedford                                         |           |        |                           |              |
| 23e                                             | 1885–1886 |        | Samuel Whitbread          | Libéral      |
| 24e                                             | 1886–1887 |        | Samuel Whitbread          | Libéral      |
| 25e                                             | 1892–1895 |        | Samuel Whitbread          | Libéral      |
| 26e                                             | 1895–1900 |        | Charles Guy Pym           | Conservateur |
| 27e                                             | 1900–1906 |        | Charles Guy Pym           | Conservateur |
| 28e                                             | 1906–1910 |        | Percy Barlow              | Libéral      |
| 29e                                             | 1910–1910 |        | Walter Annis Attenborough | Conservateur |
| 30e                                             | 1910–1918 |        | Frederick George Kellaway | Libéral      |
| 31e                                             | 1918–1922 |        | Frederick George Kellaway | Libéral      |
| 32e                                             | 1922–1923 |        | Richard Wells             | Conservateur |
| 33e                                             | 1923–1924 |        | Richard Wells             | Conservateur |
| 34e                                             | 1924–1929 |        | Richard Wells             | Conservateur |
| 35e                                             | 1929–1931 |        | Richard Wells             | Conservateur |
| 36e                                             | 1931–1935 |        | Richard Wells             | Conservateur |
| 37e                                             | 1935–1945 |        | Richard Wells             | Conservateur |
| 38e                                             | 1945–1950 |        | Thomas Skeffington-Lodge  | Travailliste |
| 39e                                             | 1950–1951 |        | Christopher Soames        | Conservateur |
| 40e                                             | 1951–1955 |        | Christopher Soames        | Conservateur |
| 41e                                             | 1955–1959 |        | Christopher Soames        | Conservateur |
| 42e                                             | 1959–1964 |        | Christopher Soames        | Conservateur |
| 43e                                             | 1964–1966 |        | Christopher Soames        | Conservateur |
| 44e                                             | 1966–1970 |        | Brian Parkyn              | Travailliste |
| 45e                                             | 1970–1974 |        | Trevor Skeet              | Conservateur |
| 46e                                             | 1974–1974 |        | Trevor Skeet              | Conservateur |
| 47e                                             | 1974–1979 |        | Trevor Skeet              | Conservateur |
| 48e                                             | 1979–1983 |        | Trevor Skeet              | Conservateur |
| Circonscription abolie, voir North Bedfordshire |           |        |                           |              |

Depuis 1997
| Législature                                                         | Années       | Député | Député         | Parti        |
| ------------------------------------------------------------------- | ------------ | ------ | -------------- | ------------ |
| Circonscription réapparue de North Bedfordshire et Mid Bedfordshire |              |        |                |              |
| 52e                                                                 | 1997–2001    |        | Patrick Hall   | Travailliste |
| 53e                                                                 | 2001–2005    |        | Patrick Hall   | Travailliste |
| 54e                                                                 | 2005–2010    |        | Patrick Hall   | Travailliste |
| 55e                                                                 | 2010–2015    |        | Richard Fuller | Conservateur |
| 56e                                                                 | 2015–2017    |        | Richard Fuller | Conservateur |
| 57e                                                                 | 2017–2019    |        | Mohammad Yasin | Travailliste |
| 58e                                                                 | 2019–Présent |        | Mohammad Yasin | Travailliste |

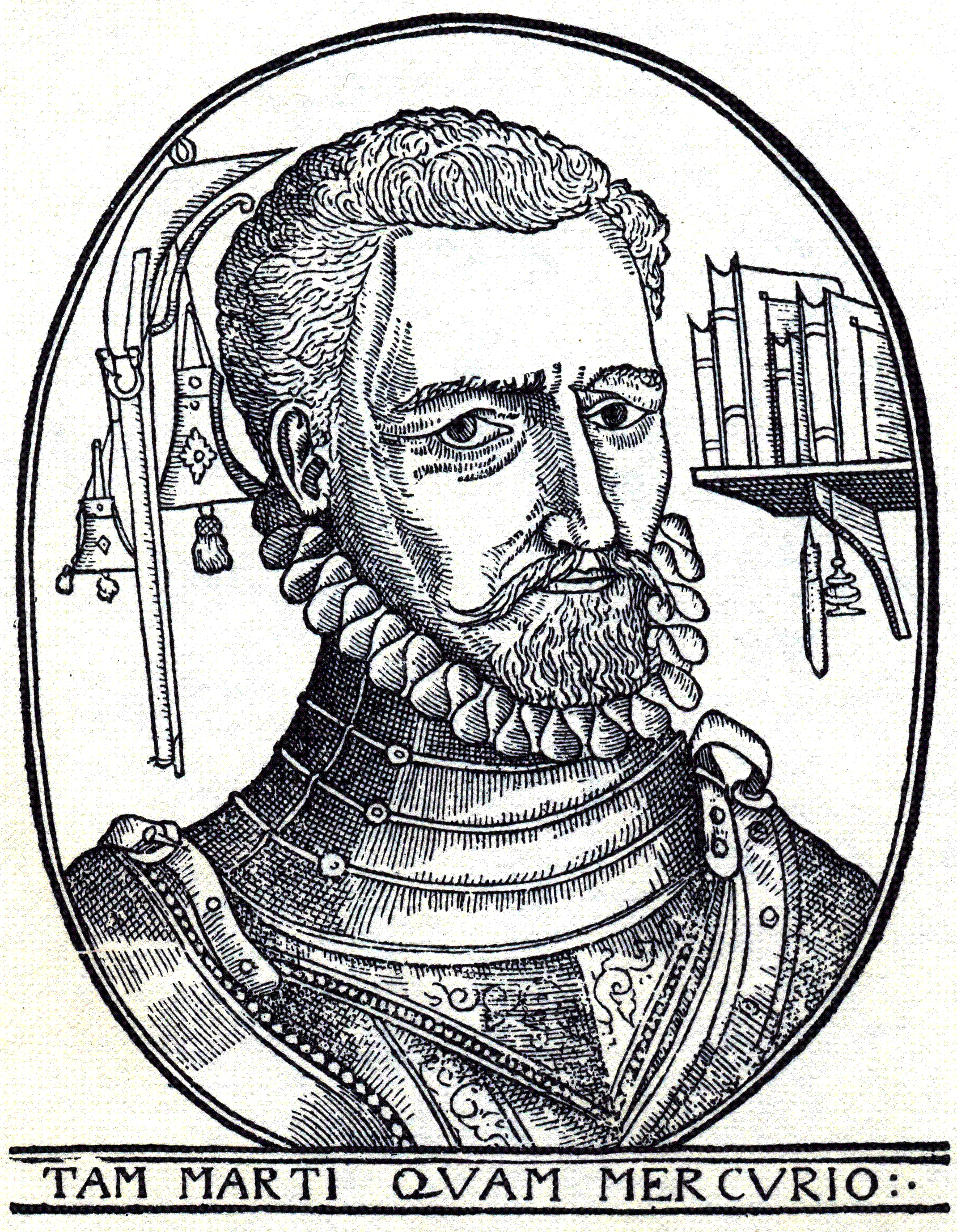
George Gascoigne (1557-1559)
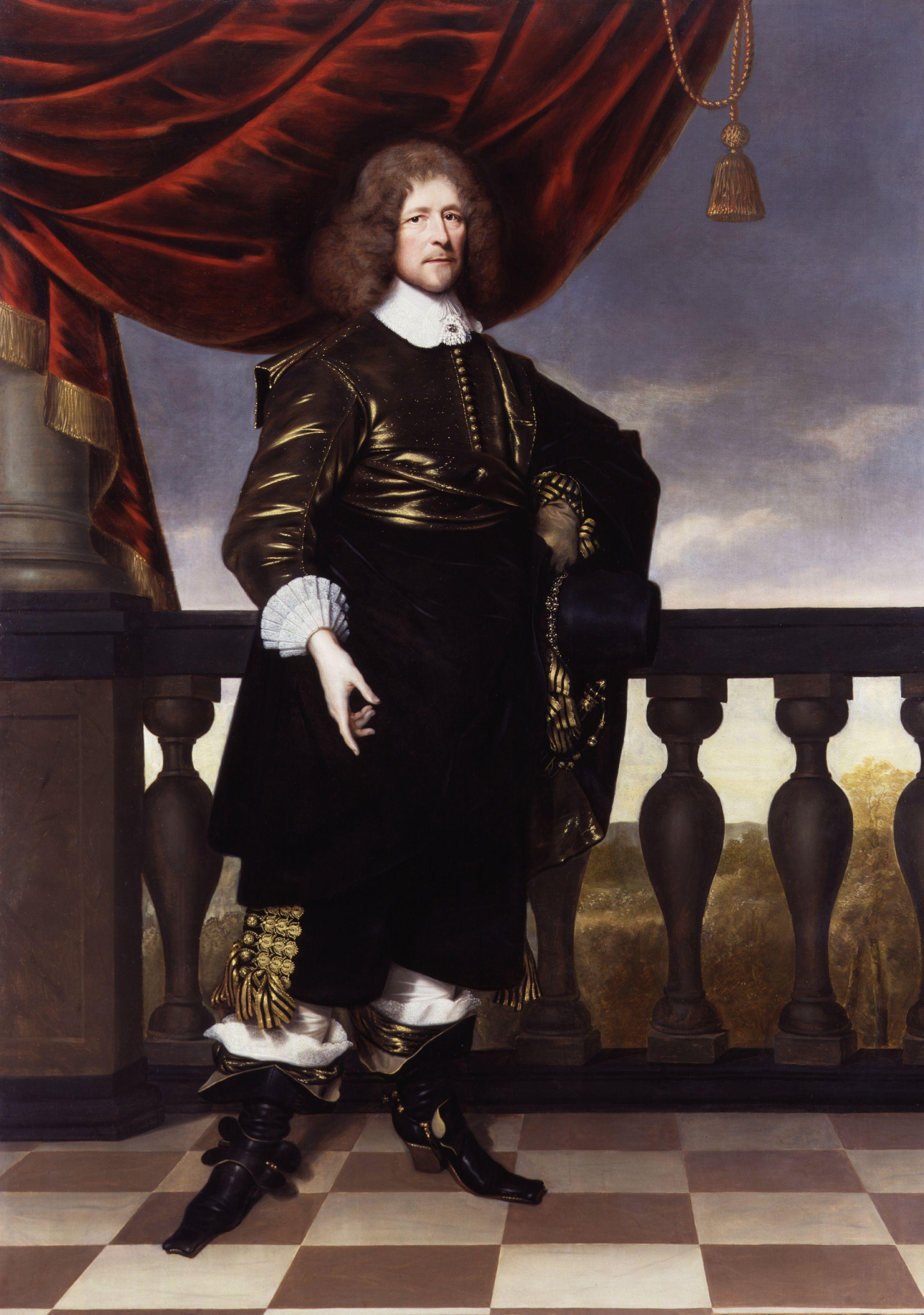
Oliver St. John (1562-1567)
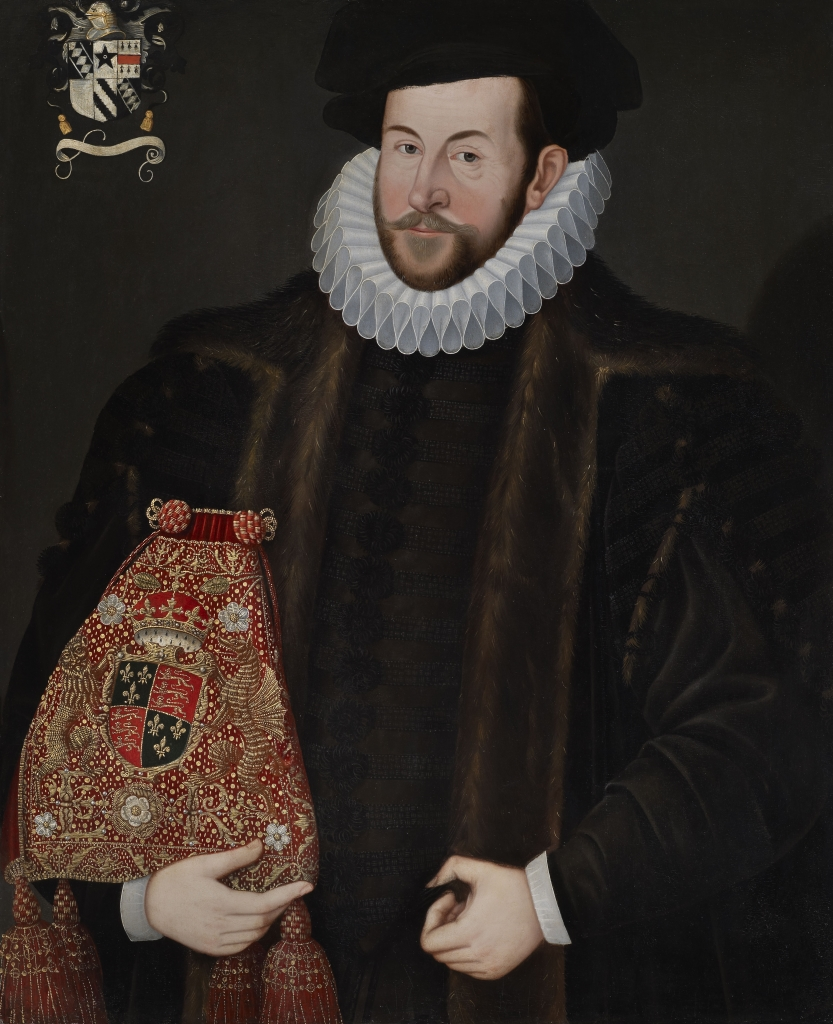
John Puckering (1584-1585)
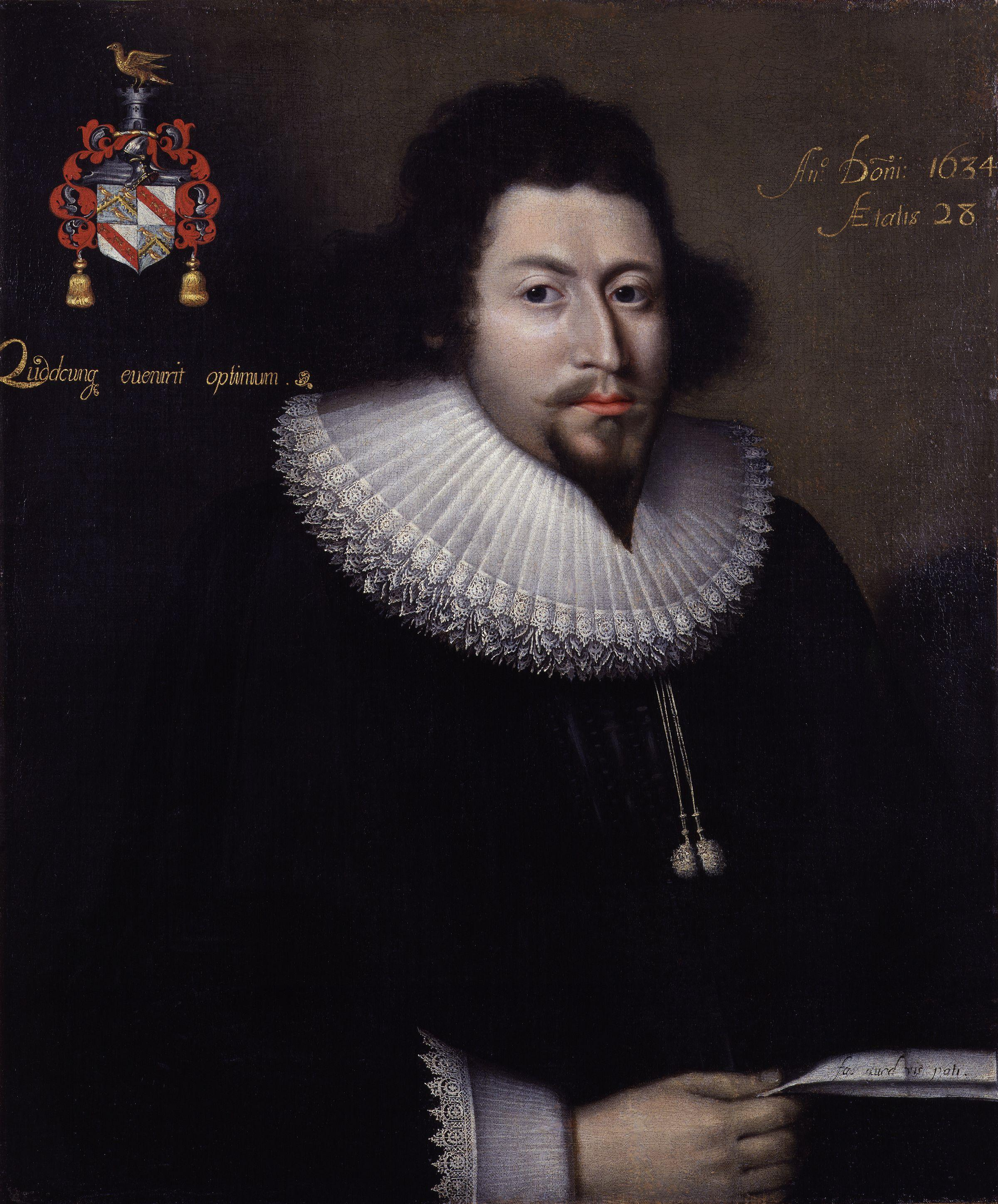
Bulstrode Whitelocke (1654-1655)
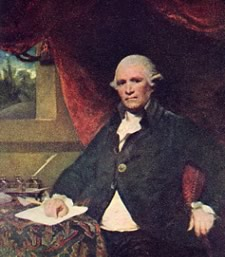
Samuel Whitbread (1768-1774 et 1775-1790)
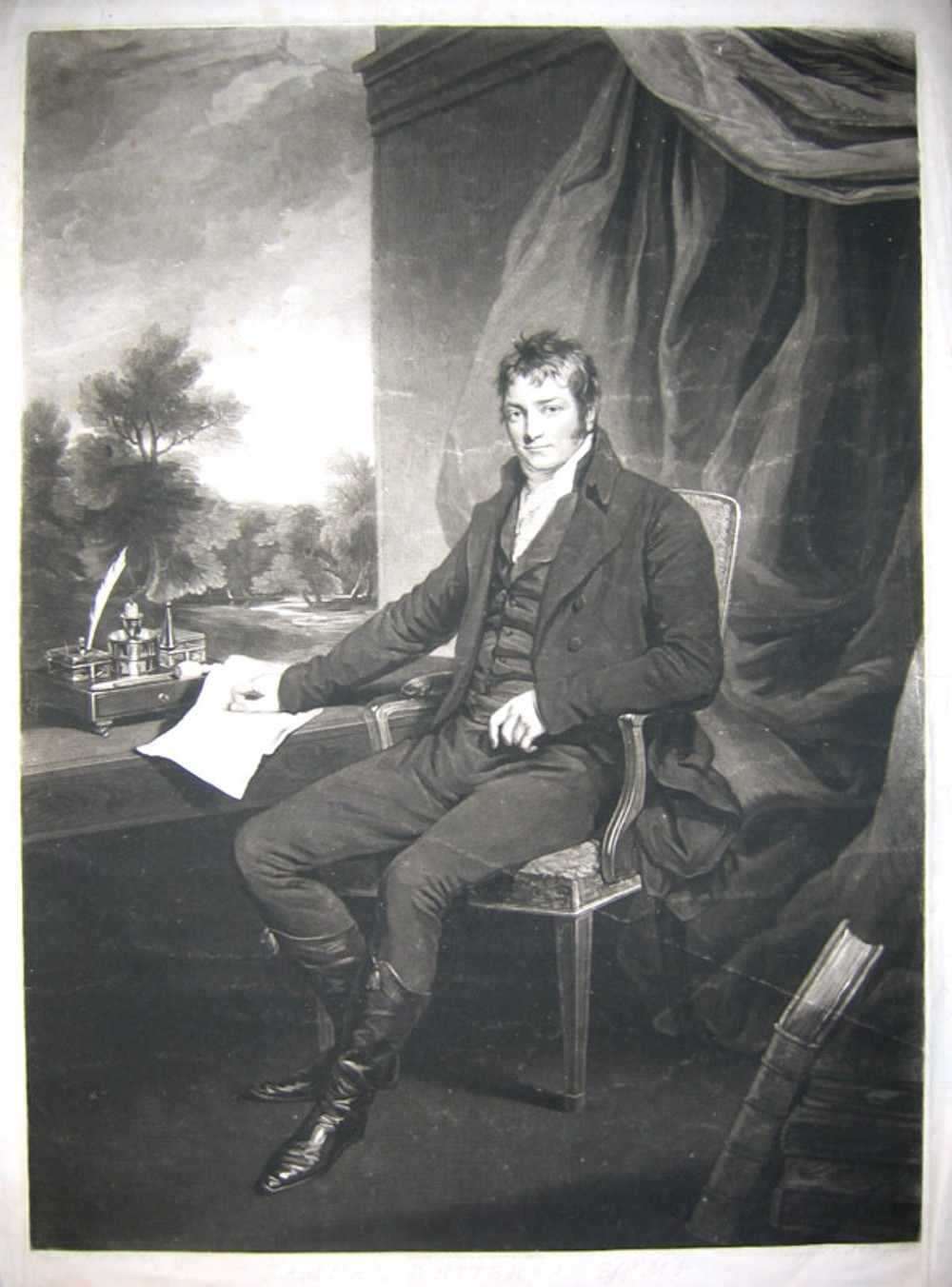
Samuel Whitbread (fils) (1790-1815)
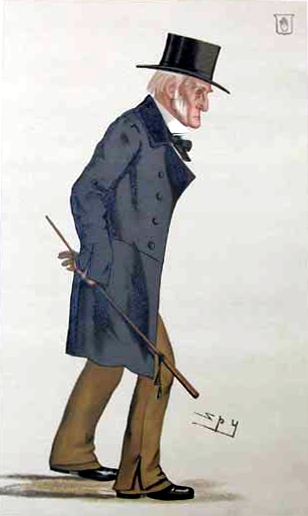
Harry Verney (1847-1854)
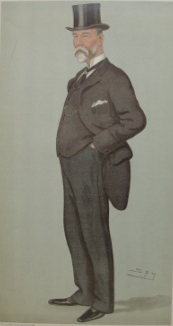
Samuel Whitbread III (1852-1895)
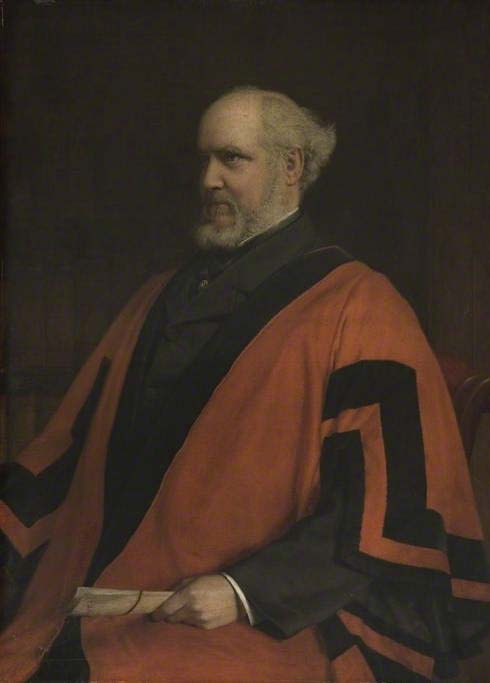
James Howard (1868-1874)
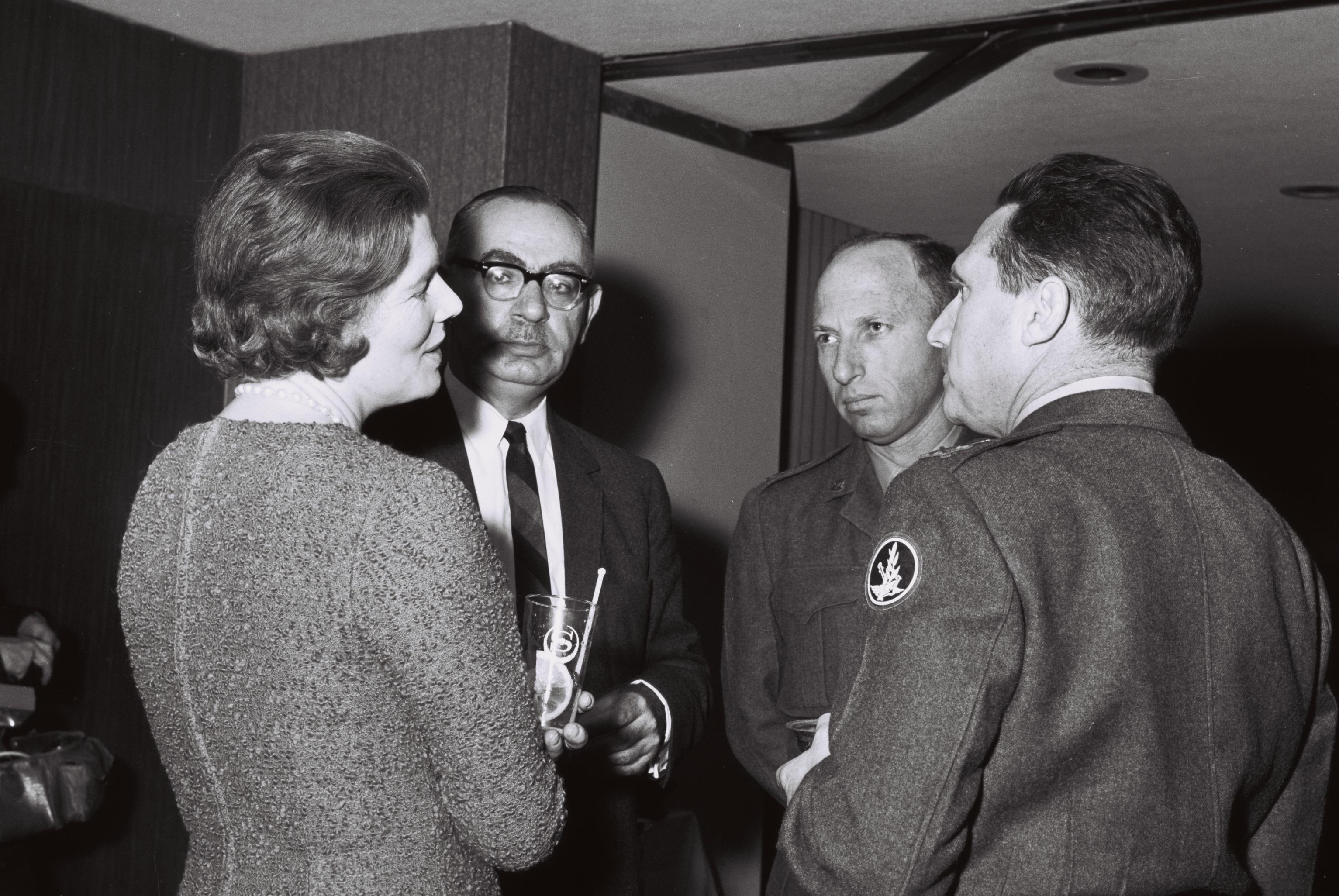
Christopher Soames (1950-1966) avec sa femme et les généraux israéliens Aharon Yariv et Zvi Zamir
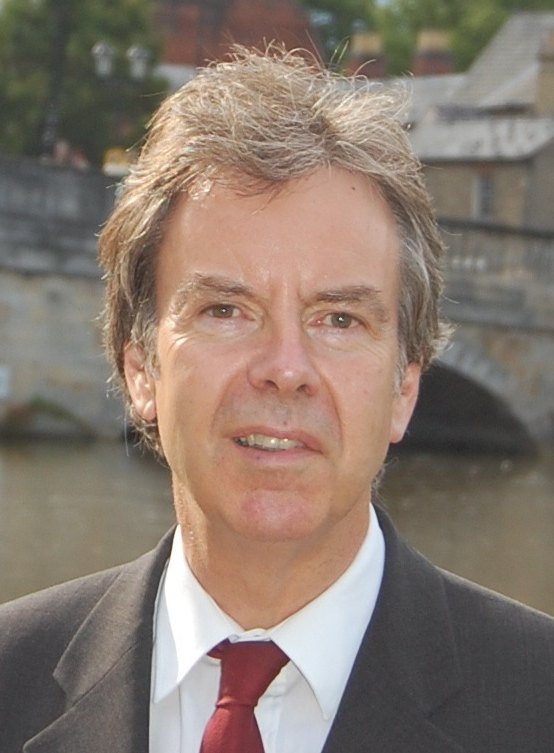
Patrick Hall (1997-2010)
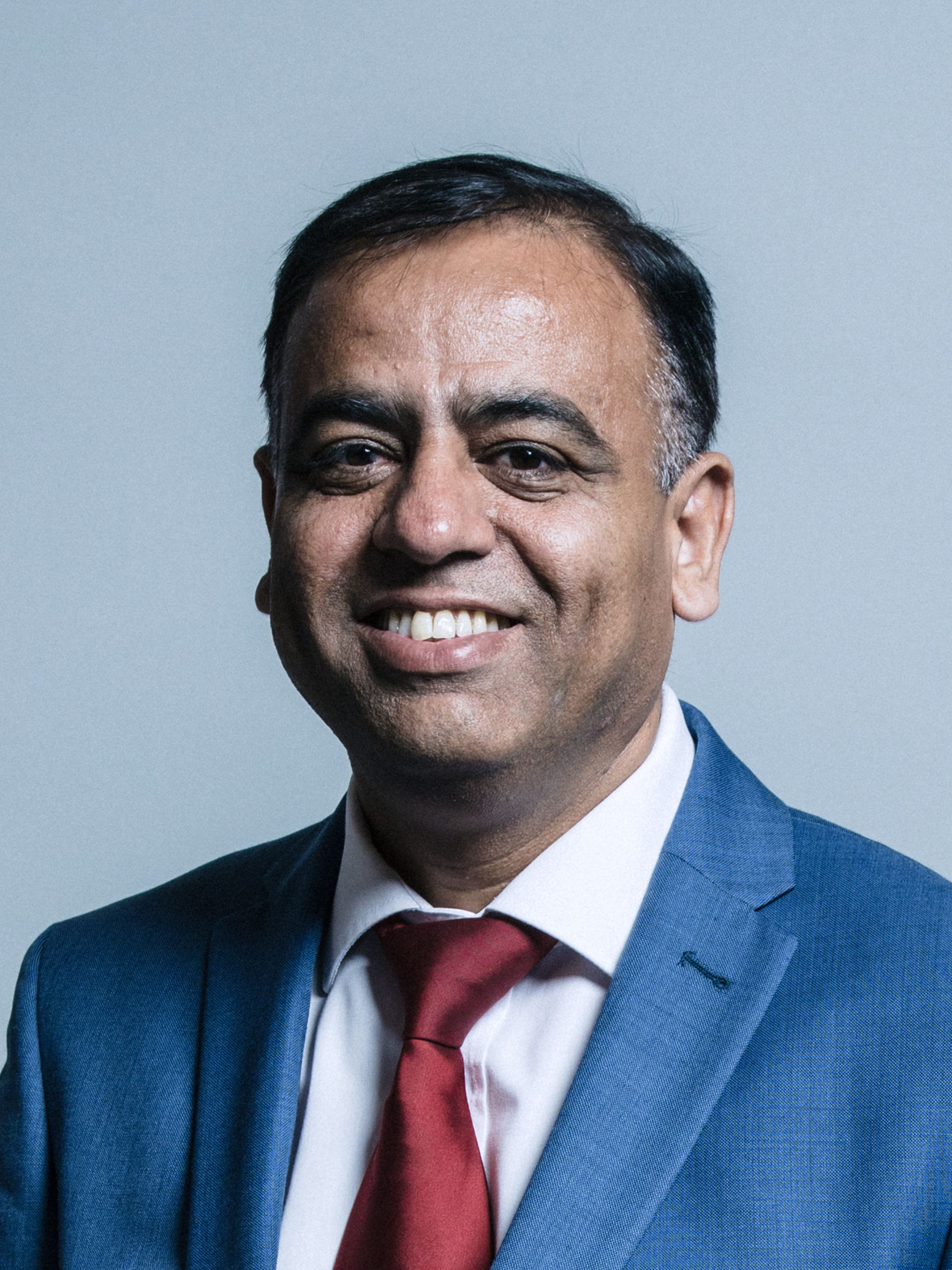
Mohammad Yasin (2017-Présent)